# Šćulci
Šćulci is een plaats in de gemeente Buzet in de Kroatische provincie Istrië. De plaats telt 43 inwoners (2001).